# Torrelabad
Torrelabad es una población y una pedanía del municipio de Graus, en la provincia de Huesca, Aragón; que se ubica cerca de la frontera con el municipio de Capella; ubicándose entre pliegues tipo flysch y pequeños valles formados por los barrancos de la Sierra, de Gauz y de la Basi; estos barrancos, afluentes del Isábena
Se accede por una pista que sale de la carretera comarcal A-1605, a la altura del kilómetro 8. Dicha carretera se divide en dos; una de ellas, la que accede a este núcleo de población, mientras que la otra, se dirige al pueblo de El Soler.

## Geografía humana

### Demografía
| Gráfica de evolución demográfica de Torrelabad y Soler entre 1842 y 1860 |
| |
| Población de derecho según los censos de población del INE Población de hecho según los censos de población del INEEntre el censo de 1857 y el anterior, crece el término del municipio porque incorpora a 225043 (Bellestar de Benabarre) y 22532 (Benavente de Aragón) Entre el censo de 1877 y el anterior, este municipio desaparece porque cambia de nombre y aparece como el municipio 22532 (Benavente de Aragón) |

Tiene una población de 15 habitantes.